# Stefan Kjernholm
	Stefan Inge Wilhelm Kjernholm (ur. 13 września 1951 w Sztokholmie, zm. 28 stycznia 2023 w Umeå) – szwedzki saneczkarz, dwukrotny olimpijczyk.

## Życiorys
Wystąpił na igrzysk olimpijskich w 1976 w Innsbrucku w konkurencji jedynek, zajmując 15. miejsce. Na igrzyskach olimpijskich w 1980 w Lake Placid zajął 18. miejsce w jedynkach oraz 12. miejsce w dwójkach (partnerem był Kenneth Holm).
Kjernholm zwyciężył w jedynkach oraz zajął 2. miejsce w dwójkach (w parze z Holmem) w zawodach w Hammarstrand 27 stycznia 1980 rozgrywanych w ramach Pucharu Świata 1979/1980. Było to jego jedyne podia w zawodach Pucharu Świata.